# Asiadodis squilla
Asiadodis squilla är en bönsyrseart som beskrevs av Henri Saussure 1869. Asiadodis squilla ingår i släktet Asiadodis och familjen Mantidae. Inga underarter finns listade i Catalogue of Life.